# 吴建平 (计算机科学家)
吴建平（1953年10月4日—），男，山东菏泽人，生于山西太原，中国计算机网络专家，清华大学计算机系系主任，中国教育和科研计算机网CERNET专家委员会主任和网络中心主任，下一代互联网核心网国家工程实验室主任，中国工程院院士。中华人民共和国教育部第二批“长江学者”特聘教授。

## 学术贡献
吴建平主持研制成功中国教育和科研计算机网CERNET，以及中国下一代互联网示范工程核心网CNGI-CERNET2/6IX。

## 奖项和荣誉
2017年因推动中国及亚太地区互联网技术的发展和教育入选互联网名人堂。
2019年当选英国皇家工程院外籍院士，当选评价为“在中国乃至亚太地区互联网的开发和发展中作出了杰出贡献并产生了重要国际影响，还在国际互联网体系结构工程和关键技术领域取得了开创性成果。”